# Lanildut
Lanildut település Franciaországban, Finistère megyében. Lakosainak száma 987 fő (2022. január 1.). Lanildut Brélès, Plourin és Porspoder községekkel határos.

## Népesség
A település népességének változása:
| Lakosok száma | 661  | 718  | 733  | 918  | 949  | 947  | 956  | 957  | 956  | 987  |
|               | 1968 | 1982 | 1990 | 2006 | 2013 | 2015 | 2017 | 2019 | 2020 | 2022 |